# Marcusenius sanagaensis
Marcusenius sanagaensis is een straalvinnige vissensoort uit de familie van de tapirvissen (Mormyridae). De wetenschappelijke naam van de soort is voor het eerst geldig gepubliceerd in 1997 door Boden, Teugels & Hopkins.